# Lothar Sandfort
Lothar Sandfort (* 1951) ist ein deutscher Psychologe.
Lothar Sandfort ist Leiter des Institutes zur Selbst-Bestimmung Behinderter (ISBB), einer international anerkannten Sexualberatungsorganisation mit Sitz im niedersächsischen Trebel. Das ISBB hat seine Wurzeln in der bundesdeutschen Behindertenbewegung der 1980er Jahre.
Lothar Sandfort ist seit einem Verkehrsunfall 1971 Paraplegiker. Seit 1974 hat er sich in verschiedenen politischen Initiativen behinderter Menschen engagiert, darunter in dem von ihm gegründeten Bewegungsorgan „Luftpumpe“ (seit 1978), späterer Titel „die randschau“. Er verfasste verschiedene Bücher zum Thema „Behinderung und Sexualität“.
Die Vernetzung der Aktivitäten der Behindertenbewegung mit der Partei Die Grünen wurde wesentlich von ihm betrieben. Er war als wissenschaftlicher Mitarbeiter Behindertenreferent der Bundestagsfraktion der Grünen (1986 bis 1991), verließ die Partei aber wegen deren zunehmenden Distanz zu sozialen Bewegungen.
Lothar Sandfort hat in Köln Psychologie studiert. Als Leiter des ISBB hat er ein aktuelles Konzept sexualtherapeutischer Hilfen über Surrogatpartnerschaft und Sexualbegleitung etabliert. Er arbeitet außerdem als Psychologischer Psychotherapeut mit behinderten Menschen in Berlin.
Lothar Sandfort ist verheiratet und hat drei Kinder.

## Veröffentlichungen
- Esmeralda – ich liebe dich nicht mehr. Behinderte emanzipieren sich, 1995, Verlag Haag + Herchen ISBN 978-3892288213
- Krücken, Babys und Barrieren: Zur Situation behinderter Eltern in der Bundesrepublik, 1998, Verlag: Bildungs- u. Forschungsinstitut zum selbstbestimmten Leben Behinderter, Mitautoren: Gisela Hermes, Susanne Lambeck, ISBN 978-3932951046
- Hautnah: Neue Wege der Sexualität behinderter Menschen, 2002, Neuauflage 2006  AG SPAK Verlag, ISBN 978-3930830305
- Recht auf Liebeskummer (2010 als E-Book auf xinxii.de)
- "Versorgt" bis zur Unmündigkeit. Eine Dokumentation zur Behindertenbewegung und zum Allgemeinen Behindertenverband in Deutschland e.V.

Mitautoren: Ilja Seifert, Waltraud Jähnichen,  ISBN 978-3928556019